# Carlos Lafuente
Carlos Lafuente (Hugo Washington Fredes; * 28. Februar 1908 in Buenos Aires; † 27. Juli 1989) war ein argentinischer Tangosänger, -komponist und -dichter.

## Leben und Wirken
Lafuente begann seine Laufbahn in den 1920er Jahren als Refrainsänger (estribillista). Als Mitglied des Orquesta Típica Victor wirkte er an den meisten Aufnahmen des Orchesters mit. Weiterhin trat er mit dem Orchester Los Provincianos auf, mit dem ebenfalls wie auch mit dem Orchester Adolfo Carabellis zahlreiche Aufnahmen entstanden. Mit Carlos Marcuccis Gruppe nahm er den Tango Tinieblas auf, weitere zwei Titel mit der Formation Antonio Suredas. 22 Aufnahmen entstanden mit dem Bandoneonisten Ciriaco Ortiz. Insgesamt existieren mehr als 200 Aufnahmen mit ihm. Daneben hatte er Auftritte bei verschiedenen Radiostationen in Buenos Aires. Mit Juan Carlos Marambio Catán komponierte er den Tango Mosaico arrabalero, der von Catán selbst aufgenommen wurde. Bereits Ende der 1940er Jahre beendete er seine musikalische Laufbahn.

## Aufnahmen
mit dem Orquesta Típica Victor
- Justo el 31
- Rajá, rajá de acá (von Juan Baüer)
- Nunca tuvo novio
- Canción de la ribera
- Cacareando (von Antonio Sureda)

mit Los Provincianos
- Sabalaje (von Nicolás Primiani und Casanova)
- Montevideo (von Fontaina und Víctor Soliño)
- Un placer